# Facebook Messenger
Messenger (укр. Месенджер) — система обміну миттєвими повідомленнями, створена Facebook. Інтегрована з додатком на основному сайті Facebook і побудована на базі відкритого протоколу MQTT.
Messenger — це також безкоштовний мобільний застосунок для обміну повідомленнями, який використовується для обміну миттєвими повідомленнями, обміну фотографіями, відео, аудіозаписами та для групових чатів. Застосунок можна використовувати для спілкування зі своїми друзями у Facebook та з телефонними контактами.

## Месенджер для мобільних пристроїв
Messenger for Mobile (месенджер для стільникових пристроїв) був випущений 9 серпня 2011 року для мобільних платформ iOS і Android, а через два місяці ще для BlackBerry OS.
У грудні 2012 року застосунок Messenger для Android в деяких країнах (Австралії, Індії, Індонезії, ПАР, Венесуелі, та ін.) було дозволено використовувати тим, хто не зареєстрований в соціальній мережі Facebook, використовуючи лише ім'я та номер телефону. Це оновлення дозволило Facebook Messenger конкурувати з подібними системами обміну повідомленнями, наприклад WhatsApp.
5 березня 2014 року побачила версія Facebook Messenger для Windows Phone 8 (без голосових повідомлень).
3 липня 2014 року побачила версія застосунка Facebook Messenger для платформи iOS, адаптована до планшетів iPad, в неї був доданий інтерфейс.
У квітні 2014 року компанія Facebook оголосила, що відключить можливість відправки текстових повідомлень зі свого основного мобільного застосунку Facebook, змусивши користувачів завантажити і встановити Facebook Messenger.
З 2015 року користувачам «Messenger» більше не обов'язково бути зареєстрованим в Facebook. Після останнього оновлення для входу в застосунок досить вказати номер телефону, що ще більше зближує його з іншими подібними сервісами.
У лютому 2019 року в Facebook Messenger з'явилася можливість видаляти повідомлення. Зробити це можна протягом 10 хвилин після відправлення; також є вибір — видалити повідомлення у всіх або тільки у себе.
На початку 2019 року розпочалася розробка єдиної платформи обміну повідомленнями (месенджера) з підтримкою наскрізного шифрування на основі Facebook Messenger, Instagram Direct і WhatsApp. У серпні 2020 року запрацювало об'єднання Facebook Messenger і Instagram Direct. 26 жовтня об'єднання Facebook Messenger і Instagram Direct стали доступними в Україні.

## Месенджер для ПК
Версія Messenger для ПК з ОС Windows 7 була випущена 5 березня 2012 року.
Також випущено застосунок Facebook Messenger для браузера Firefox.
26 лютого 2014 року Facebook оголосив про припинення підтримки Facebook Messenger для Windows і Firefox, і остаточно відключив з 3 березня 2014.

## Популярність
За даними на квітень 2017 року місячна аудиторія месенджера становила 1,9 млрд осіб.
В Україні на середину 2020 року Facebook Messenger займав друге місце після Вайбера, яким користуються 99 % користувачів смартфонів.

## Збої в роботі
5 березня 2024 року, увечері, в роботі Facebook, Instagram, Messenger та частково YouTube стався масовий збій. На роботу платформ та програм, а також відсутність доступу до облікових записів почали масово скаржитися користувачі по всьому світу, в тому числі і в Україні.